# Solanka (roślina)
Solanka (Salsola L.) – rodzaj roślin zaliczany w zależności od ujęcia systematycznego do rodziny komosowatych lub szarłatowatych (druga opcja przyjmowana jest m.in. przez  system APG IV z 2016). Sam rodzaj w zależności od ujęcia obejmuje od ok. 55 do ok. 130 gatunków. W węższym ujęciu rodzaj występuje w Europie, Azji, Australii i północnej Afryce, a w szerszym także w Ameryce Północnej. Są to rośliny związane z siedliskami zasolonymi, w większości występujące w klimacie suchym, poza tym na wybrzeżach morskich. W Polsce gatunkiem rodzimym jest solanka kolczysta S. kali, natomiast solanka pagórkowa S. collina i solanka sodowa S. soda (≡Soda inermis) są efemerofitami – pojawiają się przejściowo zawlekane.

## Systematyka
Pozycja systematyczna
Rodzaj z plemienia Salsoleae z podrodziny Salsoloideae tradycyjnie wyróżnianej w obrębie rodziny komosowatych Chenopodiaceae, ale w systemach APG włączanej do szarłatowatych Amaranthaceae.
W tradycyjnym, szerokim ujęciu systematycznym rodzaj okazał się być taksonem polifiletycznym. W efekcie liczne gatunki zostały wyodrębnione w osobne rodzaje: Pyankovia, Kaviria, Turania, Caroxylon, Climacoptera, Xylosalsola.
Wykaz gatunków
- Salsola acanthoclada Botsch.
- Salsola africana (Brenan) Botsch.
- Salsola algeriensis Botsch.
- Salsola angusta Botsch.
- Salsola arbusculiformis Drobow
- Salsola australis R.Br.
- Salsola austrotibetica Sukhor.
- Salsola baranovii Iljin
- Salsola brevifolia Desf.
- Salsola chellalensis Botsch.
- Salsola chinghaiensis A.J.Li
- Salsola collina Pall. – solanka pagórkowa
- Salsola cruciata L.Chevall. ex Batt. & Trab.
- Salsola daghestanica (Turcz. ex Bunge) Lipsky
- Salsola divaricata Masson ex Link
- Salsola drummondii Ulbr.
- Salsola euryphylla Botsch.
- Salsola glomerata (Maire) Brullo
- Salsola ×gobicola Iljin
- Salsola griffithii (Bunge) Freitag & Khani
- Salsola gymnomaschala Maire
- Salsola gypsacea Botsch.
- Salsola halimocnemis Botsch.
- Salsola hartmannii Sukhor.
- Salsola ikonnikovii Iljin
- Salsola intramongolica H.C.Fu & Z.Y.Chu
- Salsola jacquemontii Moq.
- Salsola junatovii Botsch.
- Salsola kali L. – solanka kolczysta
- Salsola komarovii Iljin
- Salsola laricifolia Litv. ex Drobow
- Salsola mairei Botsch.
- Salsola masclansii G.Monts. & D.Gómez
- Salsola melitensis Botsch.
- Salsola monoptera Bunge
- Salsola pachyphylla Botsch.
- Salsola papillosa (Coss.) Willk.
- Salsola paulsenii Litv.
- Salsola pontica (Pall.) Iliin
- Salsola praecox (Litv.) Litv.
- Salsola praemontana Botsch.
- Salsola ryanii Hrusa & Gaskin
- Salsola sabrinae Mosyakin
- Salsola sinkiangensis A.J.Li
- Salsola squarrosa Steven ex Moq.
- Salsola strobilifera (Benth.) Mosyakin
- Salsola subglabra Botsch.
- Salsola tamamschjanae Iljin
- Salsola tamariscina Pall.
- Salsola tragus L.
- Salsola tunetana Brullo
- Salsola turcica Yıld.
- Salsola verticillata Schousb.
- Salsola webbii Moq.
- Salsola zaidamica Iljin
- Salsola zygophylla Batt.